# Theodor Berge
Theodor Berge, född den 5 april 1869 i Bergen, död den 9 april 1946 i Oslo, var en norsk skådespelare och teaterregissör.
Berge var från omkring 1900 i huvudsak knuten till Centralteatret, där han spelade i och regisserade otaliga komedier och lustspel. Bland hans mest betydande roller är den som pastor Manders i Henrik Ibsens Gengångare och Helmer i Ett dockhem. Som regissör gjorde han sig bemärkt med sin uppsättning av Lille Eyolf 1929.
Berge medverkade i slutet av sin karriär i de norska filmerna Det stora barndopet (1931), Vi som går kjøkkenveien (1933) och Nordlandets våghals (1942).

## Filmografi
Efter Internet Movie Database:
- 1931 – Det stora barndopet
- 1933 – Vi som går kjøkkenveien
- 1942 – Nordlandets våghals

## Teaterregi (urval)
- 1931 – Hennes to menn av André Mouézy-Éon och Félix Gandéra, Det Nye Teater[4]